# 7번가 (맨해튼)

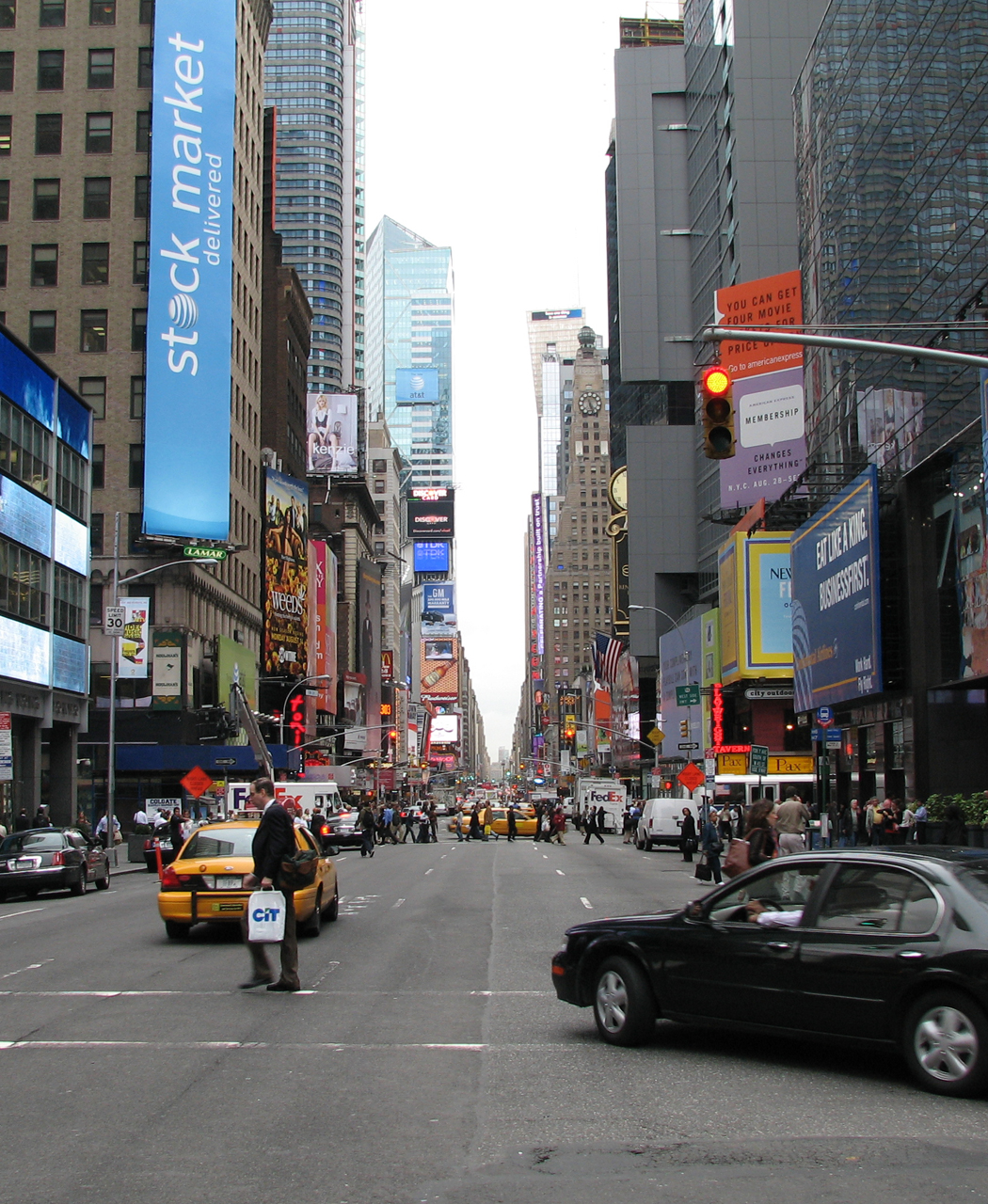

7번가(Seventh Avenue)는 뉴욕시 맨해튼 구간의 서쪽에 있는 주요 도로이다. 센트럴파크 아래 남쪽 방향과 공원 북쪽의 양방향 거리이다.
7번가는 클락슨 스트리트의 웨스트빌리지에서 시작하는데, 그곳에서 버릭 스트리트는 사우스 7번가가 된다. 59번가부터 110번가까지 센트럴 파크에 의해 중단되었다.